# Yakoma (langue)
Pour les articles homonymes, voir Yakoma.
Le yakoma est une langue nigéro-congolaise, de la branche des langues oubanguiennes, parlée en République centrafricaine, le long de l'Oubangui, ainsi qu'en République démocratique du Congo.

## Répartition géographique
Le yakoma est principalement parlé sur la rive droite de l’Oubangui et la rive droite de la Mbomou en République centrafricaine, dans l’est de la préfecture de Basse-Kotto et à Satema, dans la préfecture de Mbomou à Kémba, à Ouango, ainsi qu’à Bangassou.

## Classification
Le yakoma fait partie du sous-groupe oubanguien, classé dans la branche adamawa-oubanguienne des langues nigéro-congolaises.
Pour Boyeldieu, le yakoma forme avec le sango et le ngbandi une même langue.